# Ärkestift
Ett ärkestift är ett stift med ärkebiskop, det ledande stiftet i en kyrkoprovins eller en statskyrka.

## Exempel på några ärkestift

### Svenska kyrkan
- Uppsala stift - svenskt ärkestift fr. 1164.

### Evangelisk-lutherska kyrkan i Finland
- Åbo ärkestift - ärkestift i Finlands evangelisk-lutherska kyrka sedan 1817.

### Norska kyrkan
- Nidaros stift - norskt ärkestift från 1152 till reformationen.

### Lettlands evangelisk-lutherska kyrka
- Riga ärkestift

### Engelska Kyrkan
- Canterbury stift - engelskt ärkestift fr. år 601, ärkebiskopen där leder hela anglikanska kyrkogemenskapen. Säte i Canterbury.
- Yorks stift - engelskt ärkestift fr. år 601, ett av två ärkestift i Engelska kyrkan. Säte i York.

### Katolska kyrkan
- Bremens katolska ärkestift
- Hamburgs katolska ärkestift

### Historiska ärkestift
- Lunds stift - danskt ärkestift cirka 1103 till och med reformationen i Danmark